# 克林切尼鄉
44°22′N 25°57′E / 44.367°N 25.950°E
克林切尼鄉（羅馬尼亞語：Comuna Clinceni, Ilfov），是羅馬尼亞的鄉份，位於該國南部，由伊爾福夫縣負責管轄，面積24平方公里，海拔高度81米，2007年人口4,432，人口密度每平方公里187人。